# Região indo-malaia

Mapa do mundo com a região indo-malaia, destacada.

Região indo-malaia ou Indomalásia é uma das oito ecozonas em que se divide a superfície emersa da Terra com base nos padrões de distribuição natural dos organismos terrestres.

## Literatura
- Cox, C. Barry; Peter D. Moore (1985). Biogeography: An Ecological and Evolutionary Approach (Fourth Edition). Blackwell Scientific Publications, Oxford.
- FAO-UNESCO (Ed.) (1974–1981). Soil Map of the World. 18 Karten 1:5 Mio. UNESCO, Paris.
- FAO (Ed.) (1994). Soil map of the world – revised legend with corrections. ISRIC Technical Paper, Wageningen. ISBN 90-6672-057-3
- FAO e IUSS. World Reference Base for Soil Ressources, Versão corrigida 2007
- Website do IPCC (Intergovernmental Panel on Climate Change) e seu Quarto Relatório
- Pielou, E.C. (1979): Biogeography
- Ricketts, Taylor H., Eric Dinerstein, David M. Olson, Colby J. Loucks, et al. (1999). Terrestrial Ecoregions of North America: a Conservation Assessment. Island Press, Washington DC.
- Schultz, J.: Die Ökozonen der Erde, Ulmer Stuttgart, 3rd ed. 2002 (1st ed. 1988). ISBN 3-8252-1514-8
- Schultz, J.: Handbuch der Ökozonen, Ulmer Stuttgart 2000. ISBN 3-8252-8200-7
- Schultz, J.: The Ecozones of the World, Springer, Berlin Heidelberg New York, 2n ed. 2005. ISBN 3-540-20014-2
- Udvardy, M. D. F. (1975). A classification of the biogeographical provinces of the world. IUCN Occasional Paper no. 18. Morges, Switzerland: IUCN.